# Rolando Masferrer
Rolando Arcadio Masferrer Rojas (Holguín, 12 de enero de 1918 - Miami, 31 de octubre de 1975) fue un pandillero, político, abogado, periodista, congresista, propietario de diarios y empresario cubano. También fue veterano de la guerra civil española.

## Síntesis biográfica
Nació en la ciudad de Holguín, en la antigua provincia de Oriente. En su juventud fue miembro del Partido Socialista Popular, ingresó en 1935 y fue expulsado en 1945.
Estuvo involucrado en las luchas estudiantiles de los años 1930. En 1936 fue apresado por conspirar con otros miembros de la Joven Cuba para matar al jefe de la policía nacional coronel Eleuterio Pedraza. Con apenas 19 años, viajó a Estados Unidos con el fin de enrolarse en las Brigadas Internacionales, para ir a combatir del lado de los republicanos en la guerra civil española (1936-1939), en contra de los franquistas. Fue jefe del Batallón 401 del Ejército del Ebro con grado de Mayor. Sufrió dos heridas, una de ellas durante los combates por la defensa de Madrid; Masferrer sufrió una herida por una esquirla de granada en el talón de un pie que le dejó una cojera permanente por eso algunos le apodaban “El Cojo”.
Volvió a Cuba en 1939 y se dedicó al periodismo, encargado de la Sección Internacionales del diario Hoy, el periódico del Partido Socialista Popular de Cuba (comunista). Masferrer escribía bastante bien, pero pronto comenzó a tener problemas. Escribía sobre temas que se alejaban de la línea editorial del periódico, fomentaba divisiones y discusiones estériles, y denunció a líderes corruptos del Partido. De aquella época provino su afición por el atuendo del cowboy de las películas de pistoleros: sombrero tejano, botas, revólver en el cinto.

Nunca salía desarmado. Siempre andaba con una o dos pistolas encima, e incluso en su carro guardaba algunas más, porque desde entonces todo lo quería resolver a tiros.
Entrevista a José López Sánchez

Fue uno de los líderes de los «grupos de acción» (pandillas paramilitares) que medraban la ciudad de La Habana en los años treinta y cuarenta Era un típico guapetón, siempre tratando de imponer su voluntad. Sin embargo, por su verbo fácil y aureola de "tipo fuerte" pronto comenzó a aglutinar a su alrededor a una serie de jóvenes y personajes. Entre ellos estaba el escritor Carlos Montenegro. A todos trataba de inculcarle sus ideas de que había que hacer "una revolución a tiros", pues era el único medio para triunfar. Expulsado del Partido Socialista en 1945, por sus posiciones sectarias, Masferrer fundó una organización propia en 1947, el Movimiento Socialista Revolucionario (MSR) con Manuel "Manolo" Castro del Campo, Julio Salabarría y otros, que pronto se convirtió en una pandilla de gánsteres, y el antiguo combatiente democrático español se convirtió en un bandido que utilizaba la extorsión como medio de vida, bajo el pretexto de «recaudar dinero para la causa». Se vio implicado en varios casos de chantaje político, y se batía a tiros en plena calle con sus rivales. En 1946 trabajó como profesor de Inglés en el Instituto de Segunda Enseñanza de Marianao, La Habana.  
En 1947, cuando cubanos y dominicanos preparaban una invasión a República Dominicana para derrocar a Rafael Trujillo desde Cayo Confites, Masferrer se autonombró «jefe militar» del grupo expedicionario, pero en realidad fue jefe de uno de los cinco batallones y jefe del campamento con grado de teniente coronel. Algunos han dicho que en esa ocasión hubo un altercado con Fidel Castro, que pertenecía a la Unión Insurreccional Revolucionaria (UIR) de Emilio Tro. En este altercado Masferrer le habría propinado un bofetón a Castro delante de la tropa y esto habría iniciado una animosidad entre los dos hombres que perduraría por décadas. Lo cierto es que ese incidente nunca sucedió, y fue desmentido por el propio Masferrer en una entrevista en 1975, tres meses antes de su muerte.
La Expedición de Cayo Confites fracasó porque el dictador dominicano Trujillo protestó, y el gobierno americano le pidió al presidente cubano Ramón Grau que apoyaba la expedición, que la disolviera. Grau la disolvió y mandó a apresar a los implicados, entre ellos Masferrer y Castro (escapó). La expedición que por su índole debía ser secreta, no lo era. En 1948, Fidel Castro y otros miembros de la pandilla enemiga Unión Insurreccional Revolucionaria (UIR) le hicieron un atentado fallido a Masferrer frente a su vivienda en La Habana. Masferrer hirió a uno de ellos (Armando Gali Menéndez) y los demás huyeron. Masferrer luego buscó sin éxito a Castro, que se escondió en casa de Ernesto de la Fe (periodista, ministro de Información de 1952-1954. Preso desde 1959-1974 durante el gobierno de Castro). En 1949, Masferrer fue objeto de un atentado sin éxito, al salir del Capitolio Nacional donde era representante a la Cámara desde 1948 por el Partido Republicano. El atentado fue hecho por un comando de la UIR dirigido por Rafael del Pino Siero (amigo de Fidel Castro antes de 1956; se suicidó en una prisión castrista en 1977). Masferrer acusó a varias personas por el atentado, entre ellas, a Fidel Castro (no participó) y a otros miembros de la UIR. Rolando salió ileso, pero hubo un muerto y tres heridos. A finales de 1951, el auto de Masferrer sufrió un atentado en La Habana, pero él no iba. En 1953 (antes de julio), él y Castro se encontraron por casualidad en La Habana, y Masferrer le dijo que no quería verlo donde él estuviera, pero no hubo violencia.
Pronto se involucró con el poder de turno: primero fue aliado de Ramón Grau ―presidente de Cuba entre 1944 y 1948―, y después de Carlos Prío Socarrás ―presidente entre 1948 y 1952―. En los primeros años de los años cincuenta se unió a los «auténticos» (como se denominaban a los seguidores del Partido Revolucionario Cubano (Auténtico) (PRC-A), a la sazón en el poder).
Reclutó a varios miembros de su banda MSR en la Universidad de La Habana. Incluso se enfrentó a sus antiguos compañeros, los comunistas, pero también a los ortodoxos, entre ellos Eduardo Chibás, líder del Partido del Pueblo Cubano (Ortodoxo), y a Fidel Castro, del cual declaraba ser un enemigo jurado. Masferrer se graduó de abogado en la Universidad de La Habana con honores (Premio Dolz) en 1945.
Se olvidó de su "revolución a tiros", y se convirtió en un acaudalado personaje gracias a negocios sucios de extorsión y compra forzosa de tierras a campesinos orientales. Durante el gobierno de Carlos Prío Socarrás Masferrer ganó un puesto en la Cámara de Representantes en 1948, por el Partido Republicano en la provincia de Oriente, de donde provenía. Además, con su dinero financiaba un periódico propio, Tiempo en Cuba, dirigido por su hermano Rodolfo Masferrer, que tenía sus oficinas en calle San José n.º 868, en la ciudad de La Habana. El 10 de marzo de 1952, Fulgencio Batista protagonizó un golpe de Estado que sacó del poder a los «auténticos».

## Con Fulgencio Batista
En la mañana del 10 de marzo de 1952, la Universidad de La Habana se convirtió por unas horas en el centro de la resistencia al golpe de Estado de Fulgencio Batista. Masferrer (de 33 años) y sus seguidores se atrincheraron en la escalinata. Tomaron posiciones de francotiradores y desplegaron metralletas, pero no dispararon ni un tiro. Tres meses más tarde, en un periódico de la época, aparecía Masferrer, el opositor al golpe, abrazado a Fulgencio Batista, en histórica instantánea tomada por un reportero durante una cena de homenaje a Batista.
En 1954, Masferrer fue elegido senador por el Partido Auténtico en la provincia de Oriente, después de unas elecciones generales fraudulentas. Aprovechó esa ocasión para acomodar a su gente: su hermano Rodolfo fue elegido como representante a la Cámara de Representantes por la misma provincia. Mientras tanto, su familia adquiría tierras y propiedades en Holguín, Manzanillo y Santiago de Cuba.
El pistolero Masferrer fue uno de los intermediarios en las negociaciones de los representantes de la mafia ítalo-estadounidense en La Habana ―Santos Trafficante y Meyer Lansky― con Batista. Obtuvieron jugosas concesiones para la explotación de los casinos de juego de La Habana, el dividendo más lucrativo de la mafia fuera de las fronteras de Estados Unidos.
Con el dinero aportado por la mafia estadounidense y por Batista, el excomunista Masferrer organizó en 1956 un ejército personal tristemente célebre en Cuba, conocido como los Tigres de Masferrer. Ese cuerpo paramilitar, precursor de similares en América Latina años después, se calcula sumó más de 2000 muertes (cifra disputada) entre 1956 y 1958, muchos de ellos personas inocentes, quienes pagaban con su vida los intentos de extorsión.
Para formar los "tigres" ― en 1956 en la región oriental de Cuba ―, Masferrer obtuvo la franquicia de Fulgencio Batista para exculpar a más de una docena de criminales. Entre ellos hubo varios condenados a muerte o a largas penas por asesinato, como el caso de René Feria Pérez, a quien Masferrer sacó personalmente de la Cárcel de Boniato y lo convirtió en uno de sus principales lugartenientes en Santiago de Cuba.
En 1956, Masferrer fue el dueño y editor del periódico Libertad, en Santiago de Cuba, que desde sus páginas defendía al dictador Batista. El periódico fue célebre en toda Cuba no solo por insertar grandes fotos pornográficas en sus portadas, sino también por el hecho de que quien aparecía acusado en sus páginas, poco después era encontrado muerto.
Cita del expediente de la Causa 42 de 1959, publicado por el Tribunal Revolucionario de Santiago de Cuba, que se llevó a cabo contra René Feria Pérez y Rolando Masferrer (ausente), su jefe, y Rilde González (ausente), otro de sus lugartenientes, por los delitos de robo, maltrato, lesión, traición y asesinato.

El día 3 de junio de 1958, el mentado acusado René Feria Pérez (por órdenes de Rolando Masferrer) en unión del acusado juzgado Francisco López Guadix, alias Paquito, y de Eugenio Matos, ya también juzgado, se presentaron al establecimiento que en Avenida de Bélgica n.º 391, en esta ciudad de Santiago de Cuba posee la familia Iglesias y procedieron a la detención del joven Mario Iglesias Vega, y el acusado René Feria Pérez, para no despertar sospechas en sus familiares, le pasó su brazo por el hombro, fingiendo amistad, y después de registrarlo lo introdujo en el vehículo en que viajaban. Al observar la madre de dicho joven esos actos y como públicamente se conocía toda que persona que era detenida por los temibles Tigres de Masferrer se le daba muerte alevosa, trató de introducirse en dicho vehículo, lo que no logró por impedírselo los acusados y, al ponerse en marcha dicho vehículo, como aún se encontraba agarrada al mismo, fue arrastrada por éste más de cuarenta metros sin lograr sus propósitos, apareciendo posteriormente el joven Iglesias Vega horriblemente mutilado y asesinado".
Extracto de la Causa 42 de 1959, en el Archivo de la Seguridad del Estado, delegación del MININT en Santiago de Cuba

Los miembros del Movimiento 26 de Julio atacaron en varias ocasiones la sede de los Tigres, ubicada primero en el local del periódico Libertad, y que más tarde, ante el acoso, fue trasladada al interior del Cuartel Moncada. A finales de 1958, Santiago de Cuba parecía una ciudad muerta después de las seis de la tarde. El solo hecho de ser joven, o andar por la calle a esa hora, era suficiente para amanecer al otro día muerto, tirado en cualquier oscuro callejón o en los matorrales al borde de las carreteras.

## En Miami
Tras el triunfo de la Revolución cubana su casa es saqueada junto a la de otros colaboradores de Fulgencio Batista. A pesar de sus crímenes, Masferrer logró evadir la sentencia dictada en la Causa 42 de 1959, del Tribunal Revolucionario de Santiago de Cuba, seguida a René Feria Pérez, y a Rolando Masferrer (ausente), su jefe, y a Rilde González (ausente), otro de sus lugartenientes, por los delitos de asesinato, traición, lesiones, robo y maltratos. Fueron condenados a la pena de fusilamiento.
En carta enviada el 7 de enero de 1959 por el entonces ministro de Estado, Roberto Agramonte, se pedía la extradición de Masferrer al fiscal de Distrito de Estados Unidos en Miami (Florida), al director de Distrito de los Servicios de Inmigración y Naturalización de Estados Unidos en Miami (Florida) y al administrador de aduanas de Key West (Florida).

Le remito comunicación concerniente a $17 000 000 (diez y siete millones de dólares), en poder de una o más personas actualmente retenidas en las oficinas del Servicio de Inmigración y Naturalización de EE.UU. en Key West, Florida [...] el gobierno de Cuba está en la creencia de que el dinero en cuestión fue ilegalmente extraído de la jurisdicción cubana por un tal Rolando Masferrer Rojas, un ciudadano cubano residente en ese país. Además el dinero es propiedad del gobierno de Cuba, habiendo sido obtenido por Masferrer por medios ilegales, a través de arreglos indecorosos, ilícitos [...] al tal Masferrer también se le acusa de numerosos asesinatos [...] Sería de agradecer que los organismos apropiados de Estados Unidos adoptaran las medidas necesarias para secuestrar el dinero y devolver a Cuba a estas personas.
Archivo histórico del MINREX (Ministerio de Relaciones Exteriores) de Cuba

El 1 de enero de 1959, cuando cayó el régimen de Batista, el senador Masferrer ―acompañado por 25 personas, incluidos sus dos hermanos, otros familiares y algunos de sus seguidores― huyó de La Habana en su yate Ola Kun II, y arribó a Key West, Florida, EUA. Todos fueron trasladados al Centro de Detención del Servicio de Inmigración en la ciudad de McAllen, Texas.
El 26 de enero de 1959, el Servicio de Inmigración de Estados Unidos ―en Washington― concedió asilo político en ese país al exsenador cubano Rolando Masferrer. Funcionarios de ese servicio informaron que concedieron libertad condicional bajo palabra a Masferrer junto con dos hermanos suyos ―Rodolfo y Raimundo Masferrer―, dos sirvientes ―Rafael Águila Esteinger y Alcides E. Pérez― y un oficial naval. El Gobierno provisional de Cuba acusó a Masferrer de fugarse con 17 millones de dólares, y pidió su extradición que fue denegada por el gobierno americano.
Sin embargo, funcionarios del servicio de inmigración declararon haber hallado solo fondos "insignificantes" en poder de los ocupantes del yate.
Masferrer se vinculó a la primera organización contrarrevolucionaria creada en territorio estadounidense, La Rosa Blanca. El grupo estaba liderado por el exrepresentante a la Cámara cubana, y excuñado de Castro Rafael Díaz-Balart. En los primeros meses del triunfo de la Revolución cubana, Masferrer desde el exilio coordina directamente, o da apoyo a varias acciones dentro de la Isla, entre ellas:
- Ataques aéreos contra objetivos económicos (poblaciones civiles, centrales azucareros, depósitos de combustible).
- El desembarco de grupos comandos, la operación de Armentino Feria (alias "El Indio", exmiembro de los "Tigres de Masferrer", desembarcó con 27 hombres en 1960, en la bahía de Navas, provincia de Oriente. Murió en combate contra el ejército de Castro ese año), etc.
- Plan de invasión a Haití (en enero de 1967), en que ―una vez derrocado el dictador Jean-Claude Duvalier― se utilizaría Haití como base de operaciones para invadir Cuba.

El 28 de marzo de 1959 se descubrió en La Habana una conspiración de varios masferreristas complotados para asesinar a Fidel Castro. En sus confesiones, los implicados vincularon a su antiguo jefe, Rolando Masferrer, con el agente del FBI, Frank Sturgis, y con oficiales de la CIA. En 1959, hubo un plan para secuestrar a Masferrer y trasladarlo por avión a Cuba, pero fue conocido por las autoridades americanas, y nunca se llevó a efecto. Poco después, en diciembre de 1960, el periódico The Miami Herald publicaba que Masferrer estaba entrenando militarmente a 23 estadounidenses y unos 200 emigrados cubanos en un campo paramilitar ubicado en el No Name Key (el cayo Sin Nombre), propiedad del multimillonario Howard Hughes.
El 4 de marzo de 1960 ocurrió la explosión el vapor francés La Coubre, que causó más de 100 muertos, incluidos 6 marinos franceses, y centenares de heridos. A fines de febrero de 1960, en el puerto de Amberes, un desconocido había entregado 2000 dólares a Alain Mouriat, uno de los tripulantes de La Coubre. Quienes lo vieron identificaron al hombre como «un tal Rolando, blanco, de unos 40 años, que usaba espejuelos». Rolando Masferrer tenía entonces 42 años y usaba espejuelos desde hacía varios años. A principios de 1960 el coronel J. C. King había contratado a Masferrer en Miami. Masferrer le aseguró al agente que había obtenido información vital del cubanoestadounidense Richard E. Brooks ―oficial del ejército estadounidense e ingeniero en minas― quien dijo conocer de la llegada a Cuba de barcos con armas y municiones compradas en Europa para defender a Cuba de una posible invasión. El 4 de marzo de 1960 Masferrer celebró la explosión de La Coubre en su residencia en Miami.
En 1961, Masferrer se entrevistó con el presidente americano John F. Kennedy para hablar sobre la situación cubana. En 1967, Masferrer al mando de algunos cubanos, haitianos y americanos conspiraron para invadir a Haití, y derrocar al dictador Francois Duvalier, para desde ese país atacar a Cuba y derrocar el gobierno de Fidel Castro (Proyecto Nassau u Operación Estambul). Las autoridades de Estados Unidos apresaron a 68 complotados en 1967. Masferrer fue condenado en 1968 a 4 años de prisión por violar la ley de neutralidad de Estados Unidos, pero apeló y perdió. En 1970 comenzó a cumplir su sentencia en una prisión federal. Masferrer cumplió 2 años de prisión (1970-1972), y fue liberado con parole. Rolando tenía una compañía de seguridad en Miami, y estaba estudiando para revalidar su título de abogado en EUA, según dijo. Publicaba el semanario Libertad en Miami.

## Asesinato
Fue asesinado mediante la explosión de su automóvil Ford Torino de 1968 con dinamita (no C-4) colocada en este, en la ciudad de Miami el 31 de octubre de 1975. Los agentes del FBI que investigaron el caso,  Robert Scherrer y Carter Cornick, creían que Guillermo Novo jugó un papel clave en el asesinato de Masferrer. Según Saúl Landau:
"Masferrer, un maestro de las consignas anticastristas, apoyó la violencia contra la revolución cubana. Pero sus esfuerzos no dieron resultados y los cubanos exiliados más ambiciosos comenzaron a pensar en su retórica y sus supuestas acciones militantes como una fachada". por sus actividades “empresariales”. Masferrer se erigió como un obstáculo a los planes de Mas Canosa de forjar una contrarrevolución eficaz y unificada".
Un militar de alto rango del aparato de espionaje del gobierno cubano que desertó, dijo que el dictador cubano Fidel Castro ordenó el asesinato de Masferrer (enemigo personal suyo), y que este fue realizado por agentes de la dictadura cubana en Estados Unidos.